# Cololejeunea vuquangensis
Cololejeunea vuquangensis là một loài Rêu trong họ Lejeuneaceae. Loài này được Pocs & Ninh mô tả khoa học đầu tiên năm 2005.